# Maranza (Rio di Pusteria)
Maranza (Meransen in tedesco) è una frazione del comune italiano di Rio di Pusteria (Mühlbach), in provincia di Bolzano. La località è rinomata per le piste da sci che scendono dal monte Cuzzo, noto anche come Gitschberg, e per la pratica dello sport dello slittino.

## Geografia fisica

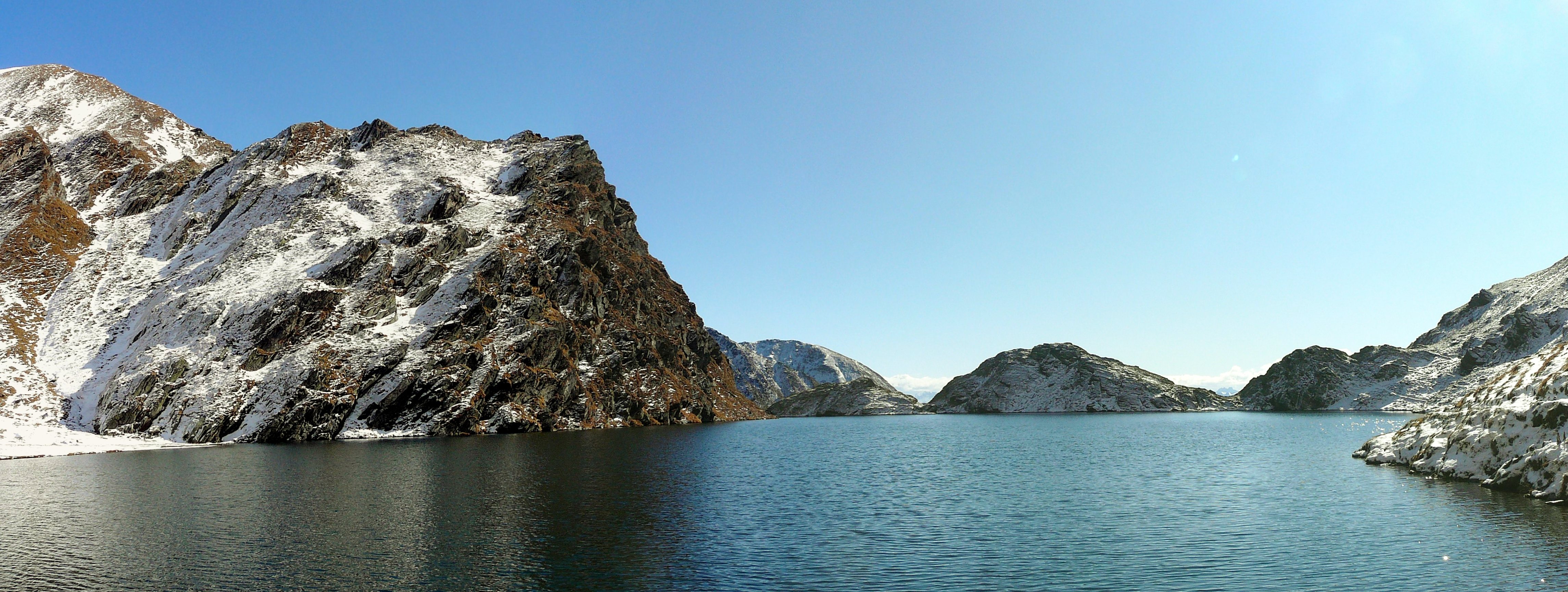
Il lago grande di Seefeld

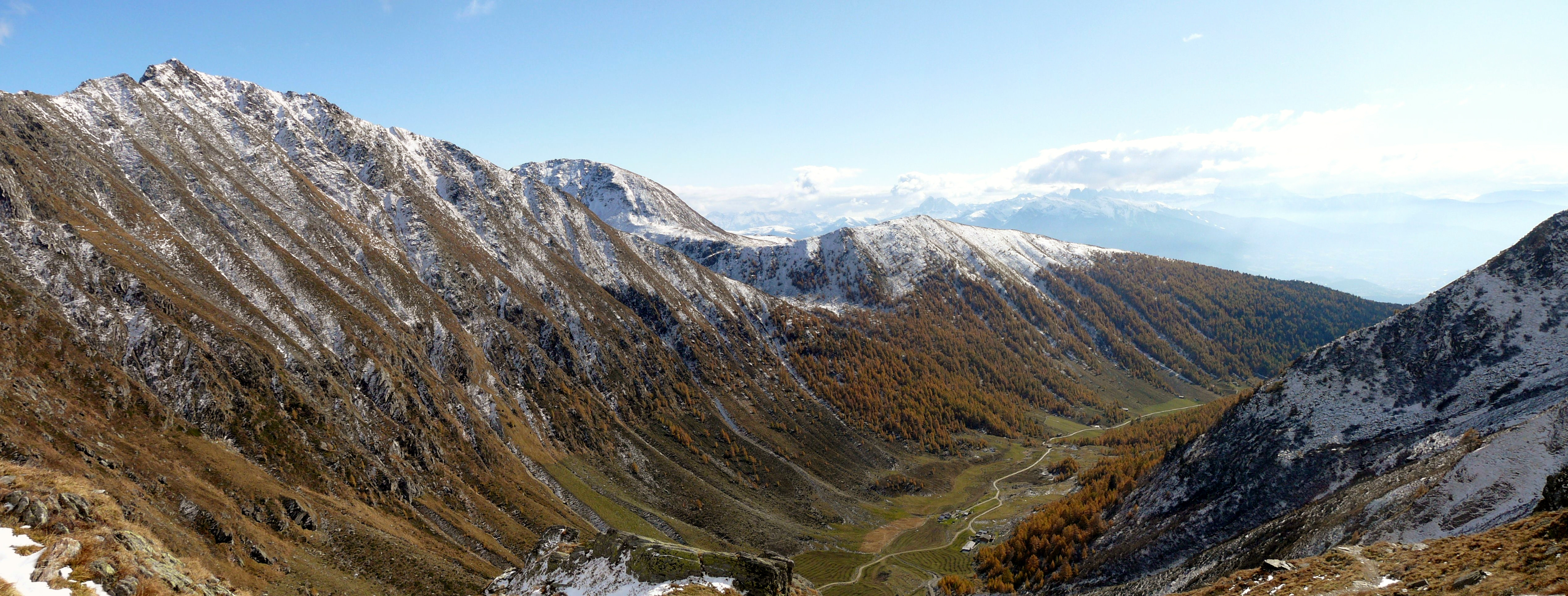
Alta valle di Fossa

A poca distanza si trova la frazione di Valles (Vals), che ospita le piste da sci denominate "Jochtal", collegate assieme da un impianto sciistico costruito nel 2011. La località è collegata a Rio di Pusteria attraverso una funivia prodotta dalla Hölzl.
Da Maranza, è possibile raggiungere il parcheggio che permette di arrivare alla Valle di Altafossa (Altfasstal). Dal parcheggio si può seguire il sentiero n. 16, che in un'ora e mezza circa ore e dopo circa 5 chilometri porta al rifugio Wieserhütte (a 1845 m s.l.m.). Da qui un altro sentiero conduce ai tre laghi, denominati laghi di Seefeld (Seefeldseen), posti uno dopo l'altro. Il primo lago posto a 2276 m s.l.m. è raggiungibile in circa due ore dal rifugio. Da qui poi in un'ora circa si arriva a quello medio, posto a 2502 m s.l.m., e infine quello piccolo, a 2516 m s.l.m.. Una scelta alternativa è quella di prendere la cabinovia Gitschberg, posta a 2050 m s.l.m..

## Monumenti e luoghi d'interesse

### Architetture religiose
- Chiesa di San Giacomo Maggiore Apostolo, parrocchiale.
- Chiesa di pellegrinaggio dedicata alle vergini Aubet, Cubet, Quere citate in un documento del 1382, quando l'allora comune di Maranza istituì un fondo per la messa del lunedì.[1] Solamente nel 1500 si ha una bolla papale si ha una versione romanizzata dei nomi originali delle tre ragazze, Ampet, Gaupet, Gewerpet, che si dice facciano parte delle 11000 vergini guidate da Sant'Orsola.[2] Le tre ragazze sono le protagoniste di una delle saghe dell'Alto Adige.